# 瓦旦·燮促
瓦旦·燮促（1862年—1908年），亦稱瓦丹阿目伊，為清末日治初期大豹共同體總頭目。1900年至1907年間，瓦旦·燮促率胞弟巴亞斯阿目伊、阿豹燮促等大豹社人，並聯合大豹溪流域各社以及大嵙崁前山群部落，抵抗日本軍警入侵傳統領地。起義失敗後，瓦旦·燮促隻身赴角板山駐在所談判和解，依日警要求交付兩名幼子為人質，以換取讓大豹族人返回三峽原居地。1908年，瓦旦·燮促病死。2023年3月29日，瓦旦·燮促入祀桃園忠烈祠。

## 家族背景
瓦旦·燮促所屬大豹群是泰雅族漫長北遷歷史中最晚出發的遷移團體之一。當北遷集團頭目率族人抵達今桃園市復興區的後山地區時，詢問當地泰雅人「我的親戚住在哪裡？」，得到回覆說「住在色霧鬧那裡。」。
泰雅族命名採父子連名制，瓦旦·燮促的父親名叫，祖父為，曾祖父。Mahon乃瓦旦‧燮促可追溯最遠的直系血親，據傳來自今南投縣仁愛鄉萬大水庫附近一處名為的部落，屬賽德克族系統。

## 早年經歷
瓦旦·燮促年少年時期曾遭漢人俘虜，被綁在木樁上要被割肉販售時，獲一名漢人通事營救將其放走，逃跑後輾轉被某漢人大家族收為養子。數年之後，瓦旦·燮促家人得知其下落，以大量山產將瓦旦·燮促贖回。瓦旦·燮促隨家人度過大豹溪進入部落前，將其一身的漢人衣褲脫下，換上泰雅族服飾，回歸大豹社。
清末將領劉銘傳為獲取台灣山林資源推動「開山撫番」政策，對大嵙崁地區泰雅族發動一連串戰爭，戰場涵蓋新北市三峽區至桃園市復興區一帶。三峽大豹溪流域各社聯合抗清，瓦旦·燮促任青年先鋒隊長，在誓師前的清水淨身祈福儀式中負責「汲水」，地位僅次於大豹社頭目。
1899年瓦旦·燮促事蹟首次出現在日治時期文獻紀錄。9月1日，大豹社頭目瓦旦·燮促與九鬮庄結首張金枝等人來三角湧辦務署，締結漢民與泰雅族人親近且將來互不侵犯之條約。

## 抗日經歷

### 1900年北泰雅流域攻守同盟之戰
1900年8月，當日方守備軍接獲桃園一帶的泰雅族反抗消息，守備隊藉「威力行軍」之名入山，警察隊分別以「搜索隊」與「別動隊」入山後排除抵抗者。日方忽略了三角湧大豹社方面的戰鬥力，結果在三角湧方面悉數戰敗。北泰雅攻守同盟主將義盛社頭目岱木宓嚇於本次戰役陣亡，大嵙崁前山地區梟雄只剩三角湧方面的大豹社頭目瓦旦·燮促。

### 1903年獅仔頭山攻防戰
1903年日本軍警對獅仔頭山前後發動了三波隘勇線推進，瓦旦·燮促率大豹勇士襄助藏匿獅仔頭山區的「土匪」（漢人抗日份子）抵抗日軍。大豹社遭逢挫敗，對臺灣總督府「理蕃」政策來說，則是成功的第一步。

### 1904年大寮地攻防戰
清末日初時期，瓦旦·燮促早已計畫在大寮地籌建新部落，該地鄰近大豹大社獵場，因地形像豹尾，故取名。大豹社人在此役展現優異的戰鬥能力，更在5月間搶奪了日軍大砲、擊退敵人，成功地保衛大寮地領域。因大豹社激烈抵抗，致使隘勇線佈置工程暫時中止，5月2日起日本人全面撤退。

### 1905年白石按山攻防戰
1905年7月23日清晨，日警部隊自白石按山砲擊大豹社頭目瓦旦·燮促的宅第──今三峽大板根森林溫泉酒店所在地，為影響雙方勝敗的關鍵。8月23日，總督兒玉源太郎向內務大臣報告「大豹社蕃人反抗事件告終一事」。

### 1906年大豹社攻防戰
1906年9月，在第5任臺灣總督佐久間左馬太督軍下，大豹溪流域各社遭來自桃園與深坑兩方向之日軍警猛烈夾攻，最終彈盡糧絕被迫棄守大豹溪流域祖居地，日本文獻記載以「大豹滅社」來形容該場戰役。10月3日，日軍警集結大豹大社，完成佔領瓦旦·燮促宅第所在的內大豹社的任務。

### 1907年枕頭山戰役
1907年5月5日，桃園廳4部隊和深坑聽部隊共1,900名，從東西兩側同步發動隘勇線前進攻勢，兩隊約定於插天山會合，完成插天山-枕頭山之東西隘勇線連線。桃園廳遇到來自大嵙崁群、馬武督等組成的泰雅族攻守同盟頑強抵抗，日方認為這是潛入馬武督社的「土匪」與大豹社頭目瓦旦·燮促煽動所引發。

### 1907年插天山戰役
日本文獻以「桃園廳大嵙崁蕃匪騷擾事件」記載1907年10月間在桃園及新竹前山地帶發生的原漢聯合抗日戰爭。為鎮壓，日本內閣總理大臣桂太郎於10月30日，特准臺灣總督府動支第二預備金14萬7,000圓的「土匪鎮定費」。
此役對隘勇線意義重大，一方面能徹底消滅隱藏於大嵙崁區域內的漢人抗日份子，同時迫使主謀瓦旦·燮促落荒而逃。另一方面，當區域內完全消除治安上的隱憂後，即奠定了日資三井合名會社順利進入大豹、大嵙崁領域開發的基礎。
根據日方調查，10月插天山戰役中參與者為所有大嵙崁前山群、大豹群、以及大嵙崁後山群，以及鹹菜棚支廳的馬武督群人。開戰後因耕作地遭日方強力砲擊無法收穫，隨即陷入缺糧、缺彈危機，於是開始有人脫離戰線，最後堅持抵抗者僅剩下瓦旦·燮促領導的大豹社與大嵙崁後山的社。

### 引用
1. 1 2 3  傅 2021.
2. 1 2 3 4  傅 2020.
3. ↑  . 自由時報電子報. 2023-03-29  [2023-04-11]. （原始内容存档于2023-04-02）.
4. ↑  王 2011.
5. ↑  高 2020.
6. ↑  . 臺灣日日新報. 1904-05-05.

### 書籍
- 傅, 琪貽. . 桃園市泰雅族大豹群族裔協會. 2021-12. ISBN 978-626-95542-0-1 （中文（臺灣））.
- 傅, 琪貽.  (PDF). 原住民族重大歷史事件系列叢書. 原住民族委員會. 2020-12-01  [2023-04-11]. ISBN 9789865435318. （原始内容存档 (PDF)于2023-04-11） （中文（臺灣））.
- 高, 俊宏. . 見聞．影像visits & images. 遠足文化. 2020-12-23. ISBN 9789865080822 （中文（臺灣））.
- 王, 學新. . 文化藝術. 國史館台灣文獻館. 2011-12-01. ISBN 9789860307948 （中文（臺灣））.